# Brie
För andra betydelser, se Brie (olika betydelser).

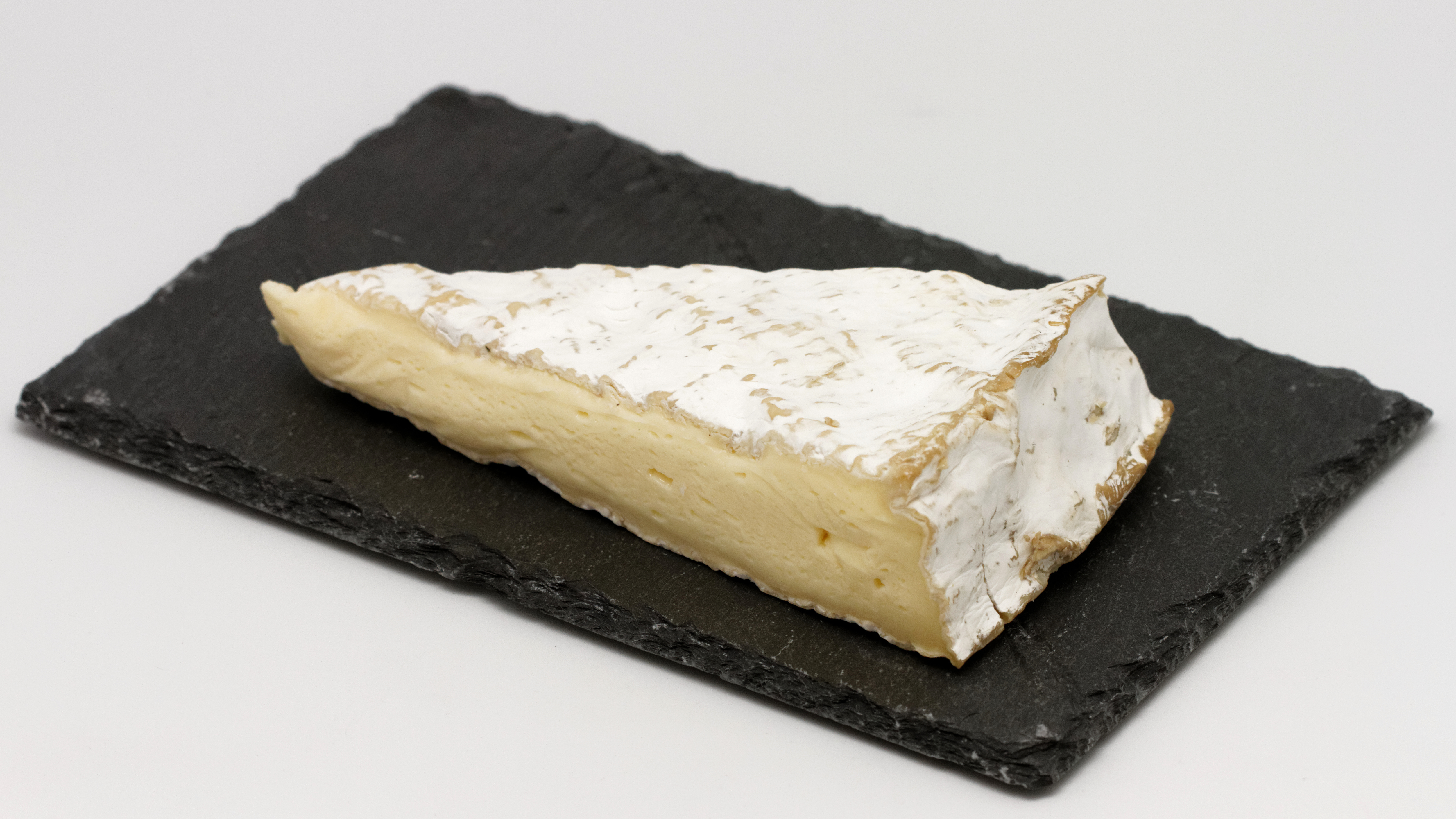
Brieosten Brie de Meaux.

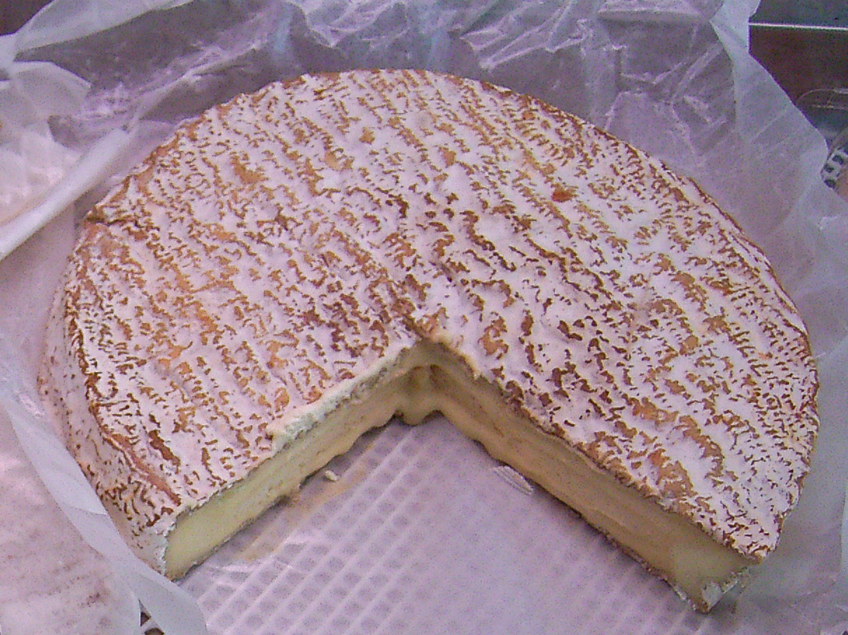
Brieosten Brie de Melun.

Brie är en fransk vitmögelost. Brie är lik camembert i smaken, men är ofta något mildare. Brieost görs typiskt i form av stora, platta tårtor.
Det finns ett flertal typer av Brieost, varav två sorter, Brie de Meaux och Brie de Melun, är ursprungsskyddade i Frankrike. Dessa ostar får inte göras av pastöriserad mjölk, medan andra sorters brie ofta är gjorda på pastöriserad mjölk.

## Typer av brie
- Brie de Coulommiers
- Brie de Meaux
- Brie de Melun
- Brie de Montereau
- Brie de Nangis
- Brie de Provins
- Brie Fermier
- Brie Noir
- Coulommiers
- Fougerus